# セイズ

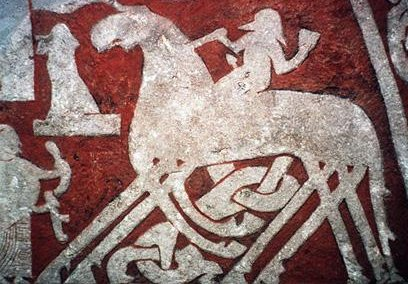
スレイプニルに騎乗したオーディンを描いた「シェングヴィーデ絵画石碑」から。北欧神話では、オーディンはセイズと深いかかわりを持つ。

セイズ (Seiðr) は、後期鉄器時代の古代スカンディナヴィア社会において慣習として行われていた、魔術の一種を指す古ノルド語の用語。北欧の信仰に関係するが、起源についてはほとんど不明である。スカンディナヴィアがキリスト教化するにつれて損なわれていった。
セイズについての記録はサガやその他の文学的な情報源に見られるが、さらなる証拠が考古学者によって発掘されている。さまざまな学者がセイズの性質について議論した。何人かの研究者は術者による幻想的な旅を引き起こすことから、セイズは文脈の中でシャーマン的であると主張した。
男女どちらともがセイズの術者でありうるが、多くの裏付けによればほとんどが女性である。そのような女預言者はヴォルヴァ (vǫlva)、セイズコナ (seiðkona)、ヴィーセンダコナ (vísendakona) などさまざまな呼称で知られている。男性術者の記録もあり、セイズマズル (seiðmaðr) として知られるが、魔術の修練の間に男性術者はエルギと呼ばれる社会的タブーを犯したため、結果として迫害されることもあった。多くの場合、魔法を実践する者は儀式の手助けをする助手がいたであろうと考えられる。
キリスト教化以前の北欧神話の中では、セイズは戦争と詩文と魔術の神オーディンと、ヴァン神族の一人でアース神族にセイズの慣習を教えたと信じられているフレイヤの両神と関連していた。

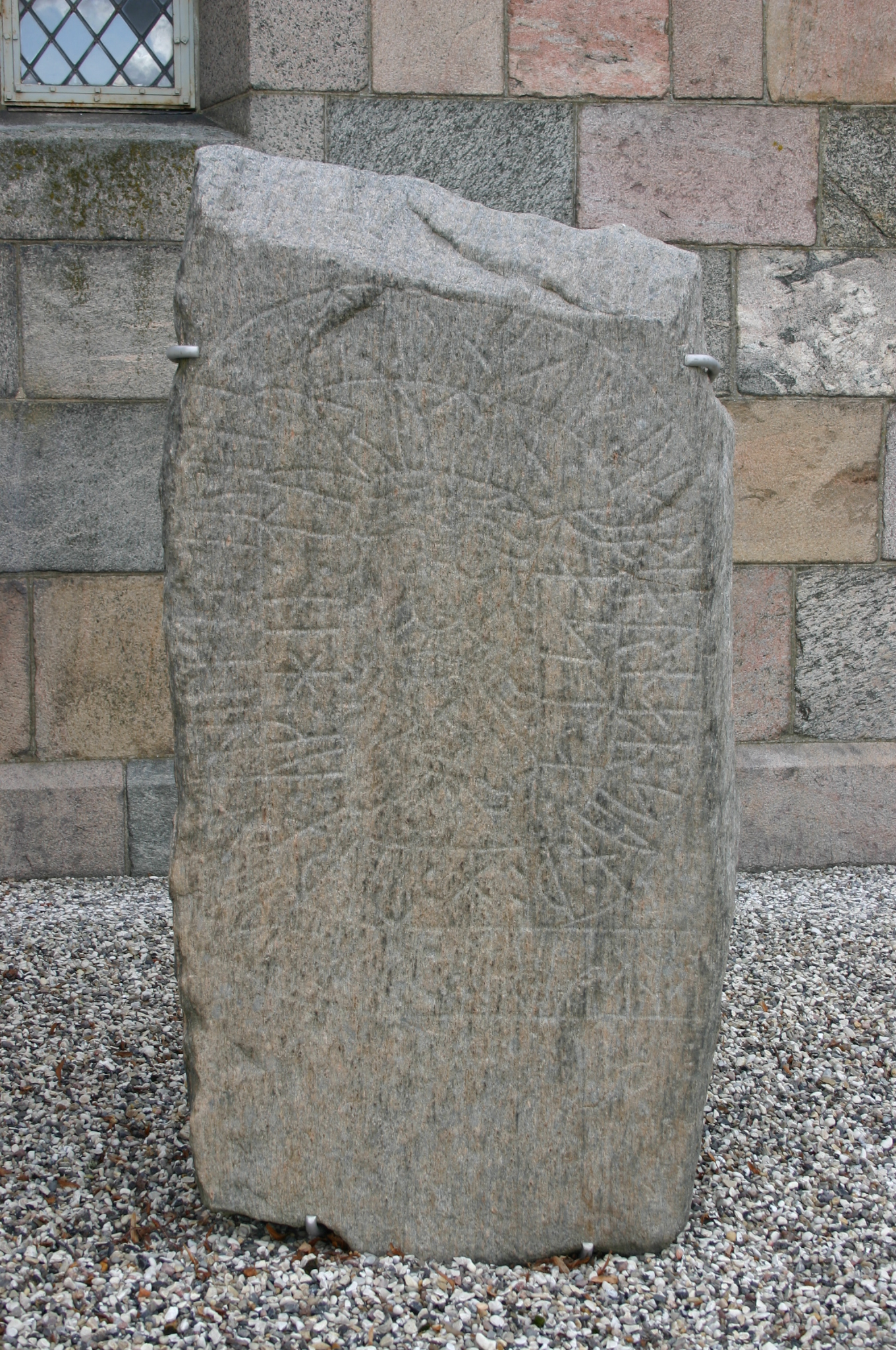
「siþi」やセイズの術者に対する呪いの言葉を刻んだルーン石碑。デンマーク。

20世紀になると、さまざまなネオペイガニズムの支持者が新宗教運動を起こし、セイズを含む魔術的、宗教的な儀式を行った。これら現代のセイズ実践者はその後、宗教学の分野で働くさまざまな学術的研究者により調査されている。

## 用語と語源
セイズ (seiðr) の語源は不明である。
しかし古高ドイツ語（ドイツ語 Saite の頁を参照。楽器の弦にも弓にも使う）と古英語の関連語は、‘cord, string’, ‘snare, cord, halter’ につながる。スカルド詩『ラグナル頌歌』の韻文15には、この意味で「セイズ (seiðr)」の語を使用した1行がある。
しかし、この語源がどのようにセイズの施術と関わるのかは明らかでない。古代北欧の文献や魔法に関する伝承では、誘引の紐の使用がセイズに関わりがあると示唆されており、それによれば誘引は、セイズの施術の要素の1つである。
しかし、もしセイズが「糸巻の護符」に関連するのなら、亜麻や羊毛を紡ぐ際に使う道具である糸巻棒が、セイズの術に関連すると思われることの説明になる。
「セイズ (seiðr)」と同族の古英語の単語 siden, sidsa は両方とも、エルフ (ælfe) に使われたという示唆が文脈から読み取れるだけである。これらは、セイズに類似した何かを意味していると思われる。
魔術を行う者を意味する古英語の単語は wicca（男）、wicce（女）で、これは現代英語の witch の語源である。
セイズには呪歌 (galðrar, galðr) の呪文と、おそらくは円を描くような舞踊を伴う。
セイズの術者は主に女性ヴォルヴァ (völva, seiðkona) であるが、男性の術者（Seiðmaðr, セイズマズル）もいる。
女性の術者はヴァイキングのコミュニティにおける宗教的指導者であり、通常、神々や精霊を呼び出すには、他の術者の援助を必要とした。セイズの儀式には、女性霊媒は必要ではないが、コミュニティの女性たちの精神的な関与が求められ、コミュニティは協力に努めた。『赤毛のエイリークのサガ』を初めとするスカンディナヴィアのサガに描かれるように、女性術者は詠唱と祈りを通じて精霊と通じていた。ヴァイキングの文献によればセイズの儀式は、固有の危機に際し、未来を見通し、敵をののしり、魔法をかけるための手段として用いられた。このようにセイズは、偉大な善のためにも、破壊的な悪のためにも、日々の導きとしても用いられた。

## 古ノルド語の文献
ヴァイキング時代、男性によるセイズの施術は女々しさ (ergi) を感じさせる行動であり、開けっぴろげで率直な理想的男性像とは相いれないものと受け止められていた。フレイヤだけでなく、おそらく北欧神話の女神たちの幾人かはセイズの術者であり、オーディン同様、『ロキの口論』でロキに罵倒される元となる。

### サガ

#### 赤毛のエイリークのサガ
13世紀の『赤毛のエイリークのサガ』によれば、グリーンランドには「ソルビョルグ」（トールに護られる者、Thorbjǫrg）という名のセイズコナやヴォルヴァがいた。彼女は青いクロークを着て、白い猫革で縁取られた黒い子羊の帽子をかぶり、その象徴である糸巻棒 (seiðstafr) を手に、高い壇の上に座っている。サガでは次のように詠われる。
| En er hon kom um kveldit ok sá maðr, er móti henni var sendr, þá var hon svá búin, at hon hafði yfir sér tuglamöttul blán, ok var settr steinum allt í skaut ofan. Hon hafði á hálsi sér glertölur, lambskinnskofra svartan á höfði ok við innan kattarskinn hvít. Ok hon hafði staf í hendi, ok var á knappr. Hann var búinn með messingu ok settr steinum ofan um knappinn. Hon hafði um sik hnjóskulinda, ok var þar á skjóðupungr mikill, ok varðveitti hon þar í töfr sín, þau er hon þurfti til fróðleiks at hafa. Hon hafði á fótum kálfskinnsskúa loðna ok í þvengi langa ok á tinknappar miklir á endunum. Hon hafði á höndum sér kattskinnsglófa, ok váru hvítir innan ok loðnir. | 見よ、彼女は使いの男に導かれ、夕刻にやってきた。青いマントをはおり、首のリボンには宝石が散りばめられてスカートまで垂れている。 ガラスビーズのネックレスを付け、子羊のなめし革で作られた黒い帽子は、白い猫革で裏打ちされている。 手した杖の真鍮の玉飾りの周りを宝石が取り囲んでいる。 柔らかい髪でできた帯をまとい、大きな革の袋を持ち、中には必要な護符を入れていた。 仔牛の毛つき革の靴を履き、長く丈夫な紐を付け、その端には大きな真鍮の玉飾りが付いている。 手袋は白い猫革で、中側には毛がふさふさしている。 |  |

#### その他のサガ
スノッリが『ユングリング家のサガ』に記したように、セイズには占いと遠隔操作の魔法が含まれる。
セイズの術者の占いの型は通常、menn framsýnir や menn forspáir といった予言者が行う日々の卜占とは、形而上学の特徴が異なっていたようである。

## 慣習
ニール・プライスは、ergi との関連から、セイズは疑う余地なく「社会的な道徳と心理的境界の1つ」にあると記述した。
事実上セイズには性的な一面があり、ニール・プライスは実際に性的行為を行った可能性もあると主張している。セイズの術者が用いる杖が、男性器の模造品として使用された可能性を、さまざまな学者が主張している。根拠として、アイスランドのさまざまなサガに、杖を表す陰茎の語句があることを挙げている。

## 神話

### オーディンとセイズ

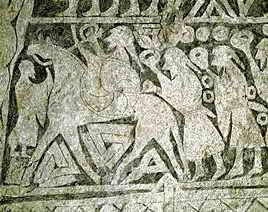
7世紀の絵画石碑。オーディンが導く兵士の一団全員が腕輪を着けている。ヴァルクヌトという象徴が4本脚の馬の下に描かれている。

オーディンの持つ多くの様態には「魔法の領域」が存在すると、英国の考古学者ニール・プライスは書き記している。
『ロキの口論』で、ロキはセイズの慣習を行った咎で、男らしくない術策 (ergi) だとオーディンを非難する。これに対する免罪がユングリング家のサガにある。このサガでは、セイズの慣習に従うことで術者を弱く無力にできたと、スノッリは考えている。
北欧神話におけるセイズの例となる可能性があるのは『巫女の予言』で、詩の題名の由来になった巫女ヴォルヴァが見た予言的な幻視である。彼女の見た幻視はセイズと明確に関係するわけではないが、ヘイズと呼ばれる登場人物に発生している。この人物は伝統的にフレイヤと関連付けられたり、ヴォルヴァと同一の場合がある。この記述の中のヴォルヴァと、北欧神話における運命の女神ノルンの関係は、強くはっきりとしている。
神話におけるセイズの術者には、グローアも挙げられる。グローアはトールを助け、『スヴィプダグルの言葉』の『グローアの呪文歌』と名付けられた詩では、墓の下から呼び出されている。

### フレイヤとセイズ
オーディン同様、北欧神話の女神フレイヤもまた、現存する文献の中でセイズに関連付けられている。アイスランドの詩人スノッリによる『ユングリング家のサガ』（1225年）によれば、セイズはもともとヴァン神族の慣習だったが、自分自身ヴァン神族の一員だったフレイヤがアース神族に加わった際、これをアース神族に伝えたと書かれている。
フレイヤは『ユングリング家のサガ』内で、セイズの秘法に長けた者として描かれ、オーディンにセイズを教えたのも彼女だとされている。
Dóttir Njarðar var Freyja. Hon var blótgyðja. Hon kenndi fyrst með Ásum seið, sem Vǫnum var títt.
ニョルズの娘フレイヤ、彼女は生贄を統括する。ヴァン神族の慣習セイズをアース神族に最初に伝えたのは彼女である。

## 起源
1835年、ヤーコプ・グリムの『ドイツ語辞典』(p. 638) 出版以来、学界はバルト・フィン諸語とセイズを結び付け、サガその他の呪術の描写に言及したり、サーミ人の父系制シャーマンであるノアイデとセイズを関連付けたりした。しかし、インド・ヨーロッパ語もまた起源たりえるのである。
フィンランド語の seita、サーミ語が変化した sieidde は、人間の形をした木や、大きくて不思議な形をした岩石を意味するが、必ずしも魔力に関連するわけではないことに注意すべきである。一方でこれらの語が、最終的には「セイズ」という語から生じたといえる根拠もある。
ヨルダネスは、その著作『ゴート人の事跡』(De Origine Actibusque Getarum) の中で、フン族の起源は魔女と「不浄な魂」の交合にあるという記述を残している。
この魔女たちはフィルマー王 (2世紀後半) の命により、ゴート族の軍に駆逐されたとされる。
ヨルダネスは、魔女 magae mulieres のゴート語は *haljaruna（複 haliurunnae）であり、古英語 hellrúna（複 hellrúne）は「魔女」、古高ドイツ語の hellirúna は「降霊術」を意味すると伝えている。

## 現代のペイガニズム
現代のペイガニズムはネオペイガニズムとも呼ばれ、多種多様な新宗教運動を包括的に表す語である。それらの宗教運動は特に、前近代ヨーロッパのさまざまなペイガニズムの信条に影響を受けている。ネオペイガニズムの宗教のいくつかは、オリジナルの、特に中世の宗教的信条とアングロ・サクソン系イングランドの実践をインスピレーションの源とし、アングロ・サクソンの神を、自分たちの神として扱っている。
セイズは、団体や術者によってそれぞれさまざまに解釈されているが、通常は、意識の変革や身体を操る術と捉えられる。Diana L. Paxson 率いる集団 Hrafnar は、歴史的資料（特に神託の形式について）をもとにセイズの再現を試みた。Jan Fries は、シャーマンの術である神がかり的な感情爆発と関連づけて、セイズとは「シャーマンの震え」の一種であると考え、その思いつきを実験を通して発展させた。Blain によればセイズは、英国のドイツ系ネオペイガニズムにおいて、より広い宇宙論と術者をつなぐ精神的経験の本質的な部分であるという。